# Star Wars Forces of Destiny
Star Wars Forces of Destiny là một chương trình hoạt hình 2D trên mạng được phân phối bởi Lucasfilm Animation trên trang Youtube của Disney. Trong chương trình, các sự kiện được trải dài ở tất cả các thời kì trong vũ trụ Star Wars, mỗi tập kéo dài khoảng 2-3 phút và tập trung vào các nhân vật nữ của các phần phim hoặc chương trình trước. Sê-ri được khởi chiếu vào ngày 3/7/2017, 8 tập phim đã được sản xuất và chiếu thường ngày; các tập phim này sẽ được chiếu trên kênh Disney Channel vào 9/6/2017. 8 tập phim nữa sẽ được chiếu vào mùa thu 2017.
Chương trình đầu tiên được công bố và giới thiệu vào Tháng 4, 2017 tại Lễ kỉ niệm Star Wars Celebration Orlando. Sê-ri này là bộ phim hoạt hình 2D đầu tiên do Lucasfilm sản xuất kể từ loạt Clone Wars (2003) và dự án 2D đầu tiên của Lucasfilm Animation, được hình thành sau khi phát triển của loạt Clone Wars.

## Nội dung
Tập trung vào các nhân vật nữ của loạt sử thi Star Wars qua tất cả các thời kì và tìm hiểu những lựa chọn đã ảnh hưởng đến định mệnh của họ.

## Diễn viên
- Ashley Eckstein lồng tiếng Ahsoka Tano,[1] một Jedi người Togruta sau này từ bỏ Trật tự Jedi và là một thủ lĩnh quân Nổi dậy. Xuất hiện lần đầu trong The Clone Wars (2008).
- Felicity Jones lồng tiếng Jyn Erso,[1] một tội phạm tham gia quân Nổi dậy xuất hiện trong Rogue One.
- Vanessa Marshall lồng tiếng Hera Syndulla,[1] một nữ phi công người Twi'lek và sau này là Tướng quân của phe Nổi dậy. Xuất hiện trong Star Wars: Rebels.
- Lupita Nyong'o lồng tiếng Maz Kanata,[1] một cướp biển không gian giới thiệu lần đầu trong The Force Awakens, đồng thời là người dẫn truyện của sê-ri.
- Daisy Ridley lồng tiếng Rey,[1] một người nhặt ve chai nhạy cảm với Thần lực.
- Tiya Sircar lồng tiếng Sabine Wren,[1] một người Mandalore tham gia vào quân Nổi dậy. Xuất hiện trong Star Wars: Rebels.
- Catherine Taber lồng tiếng Padmé Amidala,[1] thượng nghị sĩ của Naboo và mẹ của Luke Skywalker và Leia Organa giới thiệu trong bộ ba phần trước của loạt phim.
- Shelby Young lồng tiếng Công chúa Leia,[1] công chúa và thượng nghị sĩ của Alderaan và thành viên của quân Nổi dậy giới thiệu trong bộ ba gốc.

Matt Lanter quay lại lồng tiếng cho Jedi Anakin Skywalker John Boyega lồng tiếng cho Stormtrooper đào thải Finn, xuất hiện trong Tập VII. Các nhân vật khác bao gồm tay buôn lậu Han Solo và Chewbacca, droid C-3PO, R2-D2 và BB-8. Gina Torres trở lại vai thợ săn tiền thưởng Ketsu Onyo.